# Gracillaria albicapitata
Gracillaria albicapitata (лат.) — вид чешуекрылых из семейства молей-пестрянок (Gracillariidae). Распространены на островах Хонсю и Хоккайдо в Японии, а также на российском Дальнем Востоке. Размах крыльев 9.8-12.5 мм. Личинки кормятся на Fraxinus lanuginosa, Fraxinus mandshurica, Syringa amurensis, Syringa reticulata и Syringa vulgaris. Личинки вначале минируют листья растений, а затем поперечно сворачивают их в трубку.